# Grote stekelwapenvlieg
De grote stekelwapenvlieg (Beris morrisii) is een vliegensoort uit de familie van de wapenvliegen (Stratiomyidae). De wetenschappelijke naam van de soort is voor het eerst geldig gepubliceerd in 1841 door Dale.